# SS Bury
SS Bury byl osobní a nákladní parník postavený pro britskou Great Central Railway v letech 1909 až 1911. Během první světové války byla loď internována v Německu. Na začátku druhé světové války byla v roce 1941 zrekvírována pro Mercantile Fleet Auxiliaries (pomocné obchodní loďstvo) a přestavěna na záchrannou loď (Convoy Rescue Ship).

## Popis
Bury poháněl jeden tříválcový parní stroj s trojnásobnou expanzí. Od přídě po záď se na palubě nacházely: kotevní navijáky na vyvýšené přední palubě, přední stěžeň (skloněný dozadu) se dvěma deriky nad předním nákladovým prostorem, hlavní nástavba s můstkem v přední části, dozadu skloněným komínem uprostřed a záchrannými čluny v zadní části nástavby. Těsně za hlavní nástavbou byl zadní stěžeň (rovněž skloněný dozadu a o stejné výšce jako přední) a na samé zádi se nacházela zadní nástavba s dalšími záchrannými čluny.

## Služba
Bury byla dokončena v lednu 1911 pro Great Central Railway, což byla britská železniční společnost, která ale provozovala i lodní dopravu. Vypuknutí první světové války ji 4. srpna 1914 zastihlo v Hamburku, kde byla zadržena Němci. Posádka byla internována v internačním táboře Ruhleben u Berlína a loď během války sloužila jako ubytovna lodivodů ve Wilhelmshavenu.
Po uzavření příměří byla v lednu 1919 odtažena do Grimsby (Lincolnshire) a vrácena Great Central Railway. Když byla v rámci Railways Act 1921 (zákon o železnici z roku 1921) Great Central Railway sloučena do London and North Eastern Railway (LNER), byla 1. ledna 1923 k novému majiteli převedena i Bury. Lodní dopravu, kterou LNER podědil po sloučených železničních společnostech, převzaly v květnu 1935 nově vzniklé Associated Humber Lines.

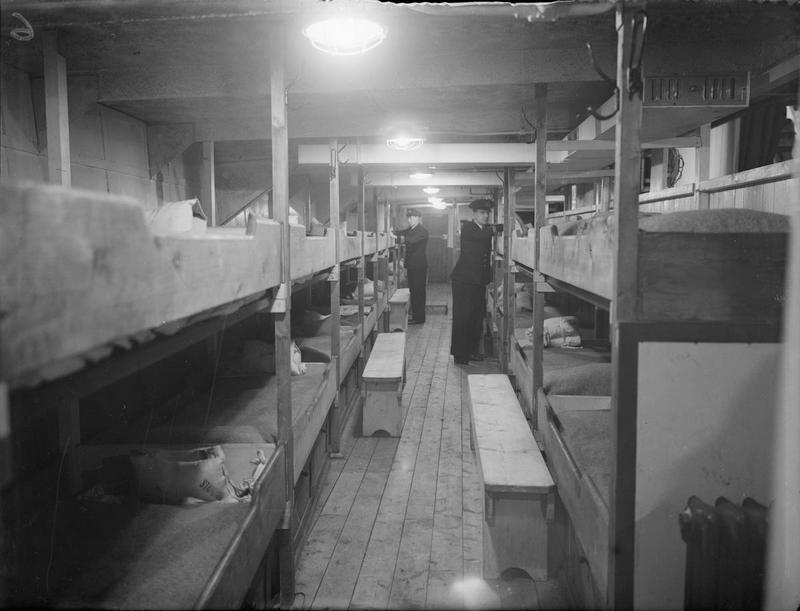
Prostory pro zachráněné posádky na záchranné lodi SS Gothland, únor 1943

14. srpna 1941 byla Bury zrekvírována pro Mercantile Fleet Auxiliaries. V loděnici Swan Hunter’s Neptune na řece Tyne byla následně přestavěna na Convoy Rescue Ship (~ konvojová záchranná loď). Přestavba zahrnovala instalaci sítí na boky (aby bylo možné po nich vylézt z vody na palubu) a úpravu podpalubí pro ubytování a základní ošetření zachráněných posádek. Dne 27. prosince 1941 byla přestavba dokončena a hned 31. prosince Bury vyplula z ústí Clyde s konvojem ON 52 do Severní Ameriky. Volací znak Bury byl GRNM.
6. května 1942 vyplul z Liverpoolu konvoj ON 92, který do Severní Ameriky doprovázela i Bury. Druhého dne se ke konvoji přidala doprovodná skupina A-3. Bury byla jediná loď konvoje, která byla vybavená směrovým radiozaměřovačem HF/DF, což se ukázalo jako nedostatečné (pro triangulaci jsou potřeba nejméně dva). Dne 11. května – v den, kdy byl konvoj zpozorován německými ponorkami – zaměřila Bury vysílání ponorek U-569, U-124 a U-94, eskortě se ale nepodařilo ponorky potopit ani zahnat. Během útoků ponorek vlčí smečky Hecht v noci na 12. a na 13. května konvoj přišel o sedm lodí, přičemž Bury zachránila (nebo se podílela na záchraně) posádky obchodních lodí Batna, Cocle, Cristales, Llanover, Tolken a katapultové obchodní lodě (CAM ship) Empire Dell.
26. června 1945 byla v Immingham vrácena Associated Humber Lines. Jako Convoy Rescue Ship doprovodila 48 konvojů a zachránila 237 námořníků z devíti lodí.
1. ledna 1948 byla převedena k British Transport Commission Eastern Region a v květnu 1958 prodána do šrotu nizozemské společnosti N.V. Machinehandel en Sleepsloperij „De Koophandel“.